# (400092) 2006 SQ400
(400092) 2006 SQ400 es un asteroide perteneciente al cinturón de asteroides, descubierto el 25 de septiembre de 2006 por el equipo del Spacewatch desde el Observatorio Nacional de Kitt Peak, Arizona, Estados Unidos.

## Designación y nombre
Designado provisionalmente como 2006 SQ400.

## Características orbitales
2006 SQ400 está situado a una distancia media del Sol de 2,782 ua, pudiendo alejarse hasta 2,874 ua y acercarse hasta 2,690 ua. Su excentricidad es 0,033 y la inclinación orbital 4,610 grados. Emplea 1695,58 días en completar una órbita alrededor del Sol.

## Características físicas
La magnitud absoluta de 2006 SQ400 es 17,2.